# ميخائيل كوكس (مغني)
ميخائيل كوكس (بالإنجليزية: Michael Cox)‏ هو مغني بريطاني، ولد في 19 مارس 1940 في ليفربول في المملكة المتحدة.

## وصلات خارجية
- مايكل كوكس على موقع IMDb (الإنجليزية)
- مايكل كوكس على موقع ميوزك برينز (الإنجليزية)
- مايكل كوكس على موقع ديسكوغز (الإنجليزية)